# The Best Science Fiction of Isaac Asimov
The Best Science Fiction of Isaac Asimov este o antologie de 28 de povestiri științifico-fantastice ale scriitorului Isaac Asimov. A apărut prima dată la Editura Doubleday în 1986.

## Cuprins
- "All the Troubles of the World"
- "A Loint of Paw"
- "The Dead Past"
- "Death of a Foy"
- "Dreaming Is a Private Thing"
- "Dreamworld"
- "Eyes Do More Than See"
- "The Feeling of Power"
- "Flies"
- "Found!"
- "The Foundation of S.F. Success"
- "Franchise"
- "The Fun They Had"
- "How It Happened"
- "I Just Make Them Up, See!"
- "I'm in Marsport Without Hilda"
- "The Immortal Bard"
- "It's Such a Beautiful Day"
- "Jokester"
- "The Last Answer" („Ultimul răspuns”)
- "The Last Question" („Ultima întrebare”)
- "My Son, the Physicist"
- "Obituary"
- "Spell My Name with an S"
- "Strikebreaker"
- "Sure Thing"
- "The Ugly Little Boy"
- "Unto the Fourth Generation"

## Legături externe
- en  Istoria publicării lucrării The Best Science Fiction of Isaac Asimov la Internet Speculative Fiction Database
- The Best Science Fiction of Isaac Asimov Arhivat în 14 martie 2005, la Wayback Machine. at books.zog.org – ISBN: 0-451-15196-8